# Міжнародний гуманістичний і етичний союз
Міжнародний гуманістичний і етичний союз, МГЕС (англ. International Humanist and Ethical Union, IHEU) — міжнародне об'єднання організацій, що займаються розвитком та пропагандою ідей гуманізму, атеїзму, раціоналізму, світського суспільства, скептицизму, вільнодумства, етичності, що сприяють розвитку і становленню нетеїстичної моралі.
Засновано в 1952 році в Амстердамі сімома національними етичними і гуманістичними організаціями (Голландська гуманістична ліга, Бельгійська гуманістична ліга, Австрійське етичне товариство, Британський етичний союз, Американський етичний союз, Американська гуманістична асоціація і Індійський радикальний гуманістичний рух). Зараз МГЕС має консультативний статус при Раді Європи, ООН, ЮНЕСКО та ЮНІСЕФ. У 2011 МГЕС включав в себе в якості членів 117 організацій з 38 країн світу.
Серед засновників МГЕС було чимало тих, хто брав активну участь в організації ООН, — наприклад, лорд Джон Бойд Орр, перший керівник Продовольчої та сільськогосподарської організації ООН, Джуліан Гакслі, перший генеральний директор ЮНЕСКО, Брок Чісголм, перший керівник Всесвітньої організації охорони здоров'я.